# Hedypnois arenaria
Hedypnois arenaria là một loài thực vật có hoa trong họ Cúc. Loài này được (Schousb.) DC. mô tả khoa học đầu tiên năm 1838.